# Agatha-Christie-Krimipreis
Der Agatha-Christie-Krimipreis war ein deutscher Literaturpreis für unveröffentlichte Kriminal-Kurzgeschichten und wurde von 2003 bis 2014 verliehen. Verlangt wurden Texte mit maximal zehn Manuskriptseiten zu einem vorgegebenen, jährlich wechselnden Thema. Die 25 besten Storys veröffentlichte der Fischer Taschenbuchverlag in einer Anthologie. Die Verleihungen erfolgten im Rahmen des jährlich stattfindenden Krimifestival München, wobei die drei besten Geschichten mit einem Sachpreis bedacht wurden. Namensgeberin des Preises war die englische Kriminalschriftstellerin Agatha Christie.
Anfangs konnten vom Fischer-Verlag noch namhafte Sponsoren gefunden werden und die jährliche Preisverleihungen fanden alljährlich in wechselndem, überwiegend würdigen Rahmen statt. Seit 2011 erschien die dazugehörige Krimi-Anthologie jedoch nur noch als E-Book und der Wert der Sachpreise für die drei ausgezeichneten Autoren sank kontinuierlich. Letztmals erfolgte 2014 die Preisverleihung.
Preisträger:
- 2003: Maria Elisabeth Straub für A conta, faz favor!
- 2004: Christoph Spielberg für Happy Birthday
- 2006: Cornelia Schneider für Der Spucker
- 2007: Silke Andrea Schuemmer für Rattenpack
- 2008: Heike Koschyk für Schachmatt
- 2009: Veit Bronnenmeyer für Eigenbemühungen
- 2010: Sabine Trinkaus für Am Tatort
- 2011: Marcus Winter für Einmal ein Held sein
- 2012: Claus Probst für Sieben Leben
- 2013: Marion Schwenninger für Gurkenmord
- 2014: Peter Gallert und Jörg Reiter („Peter Joerg“) für Kleinmann befreit sich